# Roberto Gálvez Montealegre
Roberto Gálvez Montealegre (Pereira, Siglo XX) es un político y empresario colombiano, que se desempeñó como Gobernador de Risaralda entre 1992 y 1994, así como Representante a la Cámara por el mismo departamento.

## Biografía
Nació en Pereira, entonces parte del departamento de Caldas. Estudió Derecho en la Universidad Libre de Colombia seccional Pereira, la cual más adelante llegaría a presidir. También posee una especialización en Derecho Administrativo.
Primero trabajó como mecánico de mantenimiento de la empresa Comestibles La Rosa, donde comenzaría su trayectoria política como líder de uno de los principales sindicatos. Afiliado al Partido Liberal, posteriormente se desempeñó como Concejal de Dosquebradas, Secretario de Gobierno de Risaralda y miembro de la Cámara de Representantes de Colombia representando al mismo departamento. También fue miembro del Parlamento Andino.
En las elecciones regionales de 1991, resultó elegido como el primer Gobernador de Risaralda por voto popular. Su mandato se extendió hasta 1994.
En el ámbito empresarial, en 2004 fundó la empresa Busscar de Colombia, empresa de la cual ha sido su presidente desde su fundación, y ha sido dos veces miembro de la Junta Nacional de la Asociación Nacional de Empresarios de Colombia. En el ámbito académico, fue miembro de los consejos superiores de la Universidad Tecnológica de Pereira y la Universidad Católica de Pereira.